# Ги II (виконт Лиможа)

Виконтство Лимож на карте Франции 1030 г.

Ги II (Gui II de Limoges) (ум. 1048) - виконт Лиможа с 1036. Старший сын Адемара I.
Отличался благочестием и мягким характером. В его правление в Лиможе произошло ослабление сеньориальной власти. Воспользовавшись этим, герцог Аквитании Гильом V на правах сюзерена вернул горожанам Лиможа привилегии, ликвидированные прежними правителями. В том числе они получили право избирать городской магистрат.
Женой Ги II была Гедвига (Адуис), которую называли Бланш. Возможно – дочь виконта де Рошешуар. О детях ничего не известно.
Ги II последний раз упоминается в 1047 году. В документе 1052 года виконтом назван уже его брат – Адемар II.
Однако в акте аббатства Нотр-Дам де Сент 1067 года назван в качестве совладельца одной из церквей некий Ги де Лимож, племянник Гильома I, виконта д'Онэ. Возможно, по неизвестной причине Ги отказался от власти в Лиможе и поселился в Сентонже, где у него были какие-то владения.